# René Blanchard
Pour les articles homonymes, voir Blanchard.
René Blanchard, né à Paris le 10 septembre 1920, mort à Nice le 14 mars 1996, est un résistant français, officier de commandos pendant la Seconde Guerre mondiale, puis préfet et responsable de la coopération. Il est compagnon de la Libération.

## Biographie
D'origine bretonne, né à Paris le 10 septembre 1920, René Blanchard est le fils d'un ouvrier mécanicien. Il est en mathématiques spéciales à Paris au lycée Louis-le-Grand à la déclaration de guerre en 1939, puis sa classe se replie en province. Il est interne au lycée de Quimper en 1939-1940.

### Premiers combats de la France libre, devient officier
En juin 1940, René Blanchard choisit de répondre à l'appel du général de Gaulle. Il quitte la Bretagne à bord d'un bateau de pêche de Douarnenez le 19 juin 1940 et passe en Angleterre où il s'engage dans les Forces françaises libres le 1er juillet 1940.
Il participe comme canonnier à l'expédition de Dakar en septembre 1940. Il passe ensuite à Douala au Cameroun, puis à Brazzaville où il intègre le peloton d'élèves officiers. 
Sorti aspirant, il part en juin 1941 pour Bangui et fait partie des premiers cadres du Bataillon de marche no 7 qu'il participe à mettre en place. Il rejoint alors la campagne de Syrie où il commande une section de 75 antichars. Après des opérations de maintien de l'ordre, il est chargé en mars 1944 de rapatrier des tirailleurs sur l'Afrique-Équatoriale française.

### Chef de peloton de commandos
En avril 1944, il est promu lieutenant et suit un stage américain d'entrainement de moniteur commando, à Chréa en Algérie. Il contribue ensuite à mettre en place le groupe français des commandos, les « Commandos de France », à Staoueli près d'Alger.
À la tête de son peloton du 2e Commando, il prend part à toutes les campagnes où le groupe de commandos est engagé, en France comme en Allemagne. Il s'illustre à plusieurs reprises. Dans les Vosges, au Haut du Tôt, dirigeant une patrouille le 4 novembre 1944, il attaque  avec succès un détachement allemand et ramène un prisonnier. Le 19 novembre, il organise une tête de pont à Essert, qui parvient à arrêter les attaques allemandes, et il permet ainsi l'avance des blindés alliés. À Massevaux, la nuit du 25 au 26 novembre, il s'infiltre avec son peloton dans les lignes allemandes, y installe un point d'appui et y résiste aux attaques des forces ennemies supérieures en nombre, jusqu'à l'arrivée des renforts alliés.
Blessé à Durrenentzen en Alsace le 31 janvier 1945, il se fait encore remarquer le 4 avril, seul en tête de son commando, entraînant ses hommes à travers une zone boisée hostile, participant à la prise de Karlsruhe. Devant Pforzheim le 8 avril, il réussit une liaison périlleuse avec la hiérarchie, alors que sévissait une forte contre-attaque allemande. Pendant la nuit du 30 avril au 1er mai, il réussit un coup de main sur les avant-postes ennemis défendant le nord de Bregenz, et ramène trois prisonniers. Son dernier engagement est le 6 mai 1945 au col de l'Arlberg. 
René Blanchard est créé Compagnon de la Libération, par décret du 27 décembre 1945.

### Après-guerre
Il démissionne de l'armée en 1946. Devenu administrateur de la France d'outre-mer, il est chef de région puis préfet au Cameroun jusqu'en 1960. Il est ensuite chef de mission de coopération auprès du Dahomey, puis de la Haute-Volta, du Sénégal et enfin de Madagascar (1972-1976). Il est inspecteur général des services du Ministère de la Coopération, de 1976 à 1982.
Il est mort à Nice le 14 mars 1996,. Ses obsèques sont célébrées à Nice le 19 mars ; l'allocution est prononcée par le général Ezanno. Il est enterré à Boulogne-Billancourt.

## Décorations
- Commandeur de la Légion d'honneur
- Compagnon de la Libération par décret du 27 décembre 1945.
- Croix de guerre 1939–1945 (5 citations)
- Médaille des évadés
- Croix du combattant volontaire de la guerre de 1939–1945
- Croix du combattant volontaire de la Résistance
- Croix du combattant
- Médaille coloniale
- Médaille commémorative de Syrie-Cilicie
- Médaille commémorative des services volontaires dans la France libre
- Silver Star Medal (USA)
- Commandeur de l'ordre national du Lion du Sénégal
- Officier de l'Ordre de l'Étoile noire (Bénin)
- Officier de l'Ordre de l'Étoile d'Anjouan (Comores)
- Officier de l'ordre national du Bénin
- Officier de l'Ordre National de Haute-Volta (Burkina Faso)
- Grand Croix de l'Ordre du Mérite (Sénégal)